# Kiesgrube Weberalten
Das Naturschutzgebiet Kiesgrube Weberalten befindet sich auf dem Gebiet der Gemeinde Rheinfelden (Baden) im Landkreis Lörrach.

## Kenndaten
Das Naturschutzgebiet wurde mit Verordnung des Regierungspräsidiums Freiburg vom 17. November 1997 ausgewiesen und hat eine Größe von  6,3179 Hektar. Es wird unter der Schutzgebietsnummer 3.242 geführt. Der CDDA-Code für das Naturschutzgebiet lautet 164083  und entspricht der WDPA-ID.

## Lage und Beschreibung
Das Naturschutzgebiet Kiesgrube Weberalten befindet sich auf dem Gebiet der Gemeinde Rheinfelden (Baden) auf der Gemarkung Herten mit einer Gesamtgröße von rund 6,3 ha.
Das Naturschutzgebiet, eine ehemalige Kies- und Schiefergrube, mit einem Mosaik aus ganz verschiedenen Standortfaktoren auf engem Raum, ermöglicht eine Vielzahl gefährdeter Tier- und Pflanzenarten, insbesondere große Zahl von Libellenarten.

## Schutzzweck
Wesentlicher Schutzzweck des Naturschutzgebietes ist die Erhaltung einer ehemaligen Kiesgrube und angrenzender Bereiche
- mit einem Mosaik verschiedener Standortfaktoren auf engem Raum,
- mit einer Vielzahl gefährdeter Tier- und Pflanzenarten, insbesondere einer großen Zahl von Libellenarten, die zum Teil äußerst selten in der Bundesrepublik Deutschland vorkommen, und
- als sekundärer Lebensraum in einer stark zersiedelten und intensiv genutzten Landschaft.

## Arteninventar
Im Naturschutzgebiet Kiesgrube Weberalten wurden folgende Arten erfasst:
- Höhere Pflanzen/Farne

Alisma lanceolatum (Lanzett-Froschlöffel), Alopecurus geniculatus (Knick-Fuchsschwanz), Carex pseudocyperus (Scheinzypergras-Segge), Centaurium pulchellum (Kleines Tausendgüldenkraut), Dianthus carthusianorum (Karthäuser-Nelke), Juncus filiformis (Faden-Binse), Petrorhagia prolifera (Sprossende Felsennelke), Salix elaeagnos (Lavendel-Weide), Typha angustifolia (Schmalblättriger Rohrkolben), Ulmus glabra (Berg-Ulme)
- Libellen

Aeshna cyanea (Blaugrüne Mosaikjungfer), Aeshna mixta (Herbst-Mosaikjungfer), Anax imperator (Große Königslibelle), Calopteryx splendens (Gebänderte Prachtlibelle), Coenagrion puella (Hufeisen-Azurjungfer), Cordulegaster boltonii (Zweigestreifte Quelljungfer), Crocothemis erythraea (Feuerlibelle), Ischnura elegans (Große Pechlibelle), Ischnura pumilio (Kleine Pechlibelle), Lestes viridis (Weidenjungfer), Libellula depressa (Plattbauch), Libellula quadrimaculata (Vierfleck), Orthetrum albistylum (Östlicher Blaupfeil), Orthetrum brunneum (Südlicher Blaupfeil), Orthetrum cancellatum (Großer Blaupfeil), Orthetrum coerulescens (Kleiner Blaupfeil), Platycnemis pennipes (Blaue Federlibelle), Pyrrhosoma nymphula (Frühe Adonislibelle), Sympecma fusca (Gemeine Winterlibelle), Sympetrum danae (Schwarze Heidelibelle), Sympetrum fonscolombii (Frühe Heidelibelle), Sympetrum pedemontanum (Gebänderte Heidelibelle), Sympetrum sanguineum (Blutrote Heidelibelle), Sympetrum striolatum (Große Heidelibelle), Sympetrum vulgatum (Gemeine Heidelibelle)